# ساو براز دو بياوي
ساو براز دو بياوي بلدية في ولاية بياوي في المنطقة الشمالية الشرقية من البرازيل.